# Szentborbás
Szentborbás är ett samhälle i provinsen Somogy i Ungern. Szentborbás ligger i distriktet Barcs och har en area på 7,47 km². År 2020 hade Szentborbás totalt 90 invånare.